# Vészbanyák
A Vészbanyák Terry Pratchett hatodik Korongvilág regénye. 1988-ban jelent meg Wyrd Sisters címmel.
A magyar fordítás 2000-ben jelent meg (második kiadás: ISBN 978-615-5161-00-1).

## Történet
|  | Alább a cselekmény részletei következnek! |

A vészbanyáknak három főszereplője: Wiharvész Anyó, a Korongvilág leghírhedtebb boszorkánya, Ogg Nagyi, és Magrat, a kezdő boszorkány, aki szilárdan hisz az okkult ékszerekben, klánokban, és a fortyogó üstökben, és ezzel sok a bosszúságot okoz a másik kettőnek.
Verensz királyt, Lancre uralkodóját meggyilkolja unokatestvére, Felmet Gróf, miután ambiciózus felesége ráveszi erre. A király koronáját és gyermekét, Támjánost szolgája menekülés közben a három boszorkányhoz viszi. Ők a gyermeket egy utazó társulatnak adják, a koronát pedig elrejtik a kellékes dobozban. Tudják, hogy a sorsa úgyis visszahozza a gyereket az országba, hogy legyőzze apja gyilkosát, és elfoglalja az őt megillető trónt.
Azonban a királyság dühös amiatt, ahogyan az új király bánik a földjével és az alattvalóival. A boszorkányok rájönnek, hogy 15 év kell hozzá, hogy az ifjú Támjános elég idős legyen hozzá, hogy megmentse a királyságot, de addigra helyrehozhatatlan károkat okozhat az új király. Wiharvész Anyó a másik két boszorkány segítségével egy varázslattal 15 évre megfagyasztja az egész országot. Eközben a herceg úgy dönt, hogy ír egy darabot, ami kedvező fényben ábrázolja őt és negatívan a boszorkányokat. Úgy gondolja, ezzel elveheti a boszorkányok hatalmát, és az alattvalói megkedvelik miatta őt. Elküldi az udvari bolondot, hogy keressen egy társulatot, akik előadják a darabot. Megtalálja ugyanazokat, akiknek Támjánost adták.
A társulat elindul Lancre felé, hogy előadják a darabot. Hwel, a drámaíró azt állítja, a történettel nem stimmel valami. A boszorkányok az előadás közben megváltoztatják a történet eseményeit, hagyva, hogy az igazságot játsszák el. A színészek bemutatják, ahogyan a király halála valójában történt. A közönség látja, hogy a gróf és a grófné bűnösek I. Verensz meggyilkolásában. Felmetet legyőzi az őrület, és megszúr több embert egy visszahúzódó pengéjű színpadi tőrrel, majd elbotlik, és a halálába zuhan. A grófné börtönbe kerül, de sikerül megszöknie, de az erdőben menekülés közben megölik az erdei állatok, az ellenük elkövetett bűnei miatt.
Wiharvész Anyó elmagyarázza a tömegnek, hogy Támjános a jog szerinti király, őt kell megkoronázni. Azonban ő nem akar király lenni, ő egy rendkívül tehetséges színész, és fogadott apja pályafutását kívánja folytatni. A boszorkányok rájönnek, hogy a Bolond és Támjános rokonok, Wiharvész Anyó azt mondja a városnak, hogy a Bolond Támjános féltestvére, egy másik anyától, ezért megkoronázzák, és II. Verensz néven király lesz. Később az öreg boszorkányok elmondják Magratnak, hogy valójában az előző Bolond az apja a két fiúnak, de minden vérvonalnak el kell kezdődnie valamikor. Az új király már most sokkal lelkesebb, mint a legtöbb elődje.
|  | Itt a vége a cselekmény részletezésének! |

## Magyarul
- Vészbanyák. Hatodik Korongvilág-regény; ford. Sohár Anikó; Cherubion, Debrecen, 2000 (Osiris könyvek)
- Vészbanyák; ford. Farkas Veronika; Delta Vision, Bp., 2011 (Korongvilág sorozat)

## Feldolgozások
A könyv alapján megjelent egy kétrészes animációs film, az első adást 1997. május 18-án sugározták.